# Карпюк, Сергей Георгиевич
Серге́й Гео́ргиевич Карпю́к (род. 14 декабря 1954, Минск) — советский и российский историк, специалист по истории древней Греции и истории науки. Доктор исторических наук, главный научный сотрудник Института всеобщей истории РАН, профессор РГГУ. Заместитель главного редактора журнала «Вестник древней истории» (1994—2009).

## Биография
С 1971 по 1976 год обучался на историческом факультете МГУ, который окончил по кафедре истории древнего мира. С 1976 по 1980 год состоял в заочной аспирантуре МГУ. В 1984 году в нем же защитил кандидатскую диссертацию «Социально-политическая борьба в Аттике в конце VI в. до н. э.». С 1990 года работает в Институте всеобщей истории АН СССР (РАН): научный, старший, ведущий, главный научный сотрудник. В 2004 году в Институте всеобщей истории защитил докторскую диссертацию «Политические лидеры, политическая элита и демос классических Афин: проблемы взаимодействия» (официальные оппоненты Г. А. Кошеленко, А. В. Подосинов и Н. А. Фролова). Преподавал в Физтехе, ГАУГН.
С 2007 года профессор кафедры истории древнего мира РГГУ.
Являлся членом редколлегии журнала «Вестник древней истории».
С 2014 года занимается исследованиями в области истории науки, в частности, историей советского антиковедения и историей исторической науки в СССР.
Автор идеи и организатор международной конференции «Миусские античные посиделки» (проводится с 2009 года на базе РГГУ); ежегодной международной конференции «Советская древность» (проводится с 2015 года на базе ИВИ РАН и РГГУ) и научного семинара «АвС» («Античность в современности») (проводится с 2014 года на базе ИВИ РАН).
Неоднократно участвовал в качестве спикера на теле- и радиопередачах, а также читал публичные лекции по истории древнего мира в Москве, Екатеринбурге, Казани. Автор курса по истории Древней Греции на научно-образовательном портале ПостНаука. Научный консультант популярного видеоролика портала Arzamas «Древняя Греция за 18 минут».
Отличия: почетная грамота Президиума РАН, юбилейная грамота ИВИ РАН (обе — 2018).
Брат известного израильского филолога-классика Маргалит Финкельберг.
Автор более 50 научных публикаций.

## Основные работы[18]
Монографии
- Общество, политика и идеология классических Афин. М.: ИВИ РАН, 2003.
- Климат и география в человеческом измерении (архаическая и классическая Греция). М.: ИВИ РАН, 2010. {Рец.: Кудрявцева, Татьяна Владимировна}
- Современная Древняя Греция : античная и советская история. — М. : АСТ, 2022. — 286, [1] с., [12] л. цв. ил., карты : ил. — (История без купюр) — ISBN 978-5-17-139208-6

Публикация документов
- Хрисанф Неопатрасский. Объяснения // Путешествия по Востоку в эпоху Екатерины II / Изд. подг. А. А. Вигасин, С. Г. Карпюк. М.: Восточная литература, 1995. C. 261—294. Предисловие; Текст с комментариями.
- Зельин К. К. Письмо в редакцию ВДИ // ВДИ. 2014. № 4. С. 139—142.
- Kazakevich (Grace) E. M.I. Finley: a note on his life and work // VDI 76/3 (2016). P. 780—784.

Интернет-курсы:
- Древняя Греция за 18 минут (научный консультант) // Арзамас.
- Как найти античность в Москве (экскурсия) // Арзамас.
- Курс лекций и материалов по истории древней Греции // ПостНаука.
- Политическая география против физической: острова у Фукидида. Открытая лекция для студентов и преподавателей ИМОИиВ Казанского федерального университета (06.12.2016).

Учебно-методическая литература
- Афинская демократия: Перикл и Сократ // Древний мир глазами современников и историков. Книга для чтения. Ч. II. Греция и Рим. М.: Интерпракс, 1994. С. 81-103.
- Лекции по истории древней Греции. М.: Ладомир, 1996. 160 с.
- Запоминалка по истории древней Греции.
- Границы и функции античного искусства: введение в спецкурс // Вестник РГГУ. № 17 (118). М., 2013. С. 297—317 (в соавторстве с Т. В. Кудрявцевой и О. В. Кулишовой).

Воспоминания
- О древней истории с любовью // Мир историка. Историографический сборник. Вып. 10. Омск. 2015. С. 326—360. (Сборник целиком)